# Рарден (Огайо)
Рарден (англ. Rarden) — селище (англ. village) в США, в окрузі Сайото штату Огайо. Населення — 146 осіб (2020).

## Географія
Рарден розташований за координатами 38°55′24″ пн. ш. 83°14′31″ зх. д. / 38.92333° пн. ш. 83.24194° зх. д. (38.923329, -83.242000).  За даними Бюро перепису населення США в 2010 році селище мало площу 0,55 км², з яких 0,55 км² — суходіл та 0,00 км² — водойми.

## Демографія
Згідно з переписом 2010 року, у селищі мешкало 159 осіб у 67 домогосподарствах у складі 46 родин. Густота населення становила 290 осіб/км².  Було 82 помешкання (149/км²).
Расовий склад населення:
| - 99,4 % — білих - 0,6 % — азіатів |

До двох чи більше рас належало 0,0 %. Частка іспаномовних становила 0,0 % від усіх жителів.
За віковим діапазоном населення розподілялося таким чином: 23,9 % — особи молодші 18 років, 59,1 % — особи у віці 18—64 років, 17,0 % — особи у віці 65 років та старші. Медіана віку мешканця становила 42,5 року. На 100 осіб жіночої статі у селищі припадало 87,1 чоловіків;  на 100 жінок у віці від 18 років та старших — 95,2 чоловіків також старших 18 років.
Середній дохід на одне домашнє господарство  становив 41 087 доларів США (медіана — 32 031), а середній дохід на одну сім'ю — 43 934 долари (медіана — 31 406). За межею бідності перебувало 14,0 % осіб, у тому числі 0,0 % дітей у віці до 18 років та 33,3 % осіб у віці 65 років та старших.
Цивільне працевлаштоване населення становило 81 осіб. Основні галузі зайнятості: роздрібна торгівля — 37,0 %, виробництво — 13,6 %, освіта, охорона здоров'я та соціальна допомога — 13,6 %.